# Le Favril, Nord
Le Favril là một xã ở tỉnh Nord trong vùng Hauts-de-France, Pháp.